# 第二次世界大戰同盟國領袖

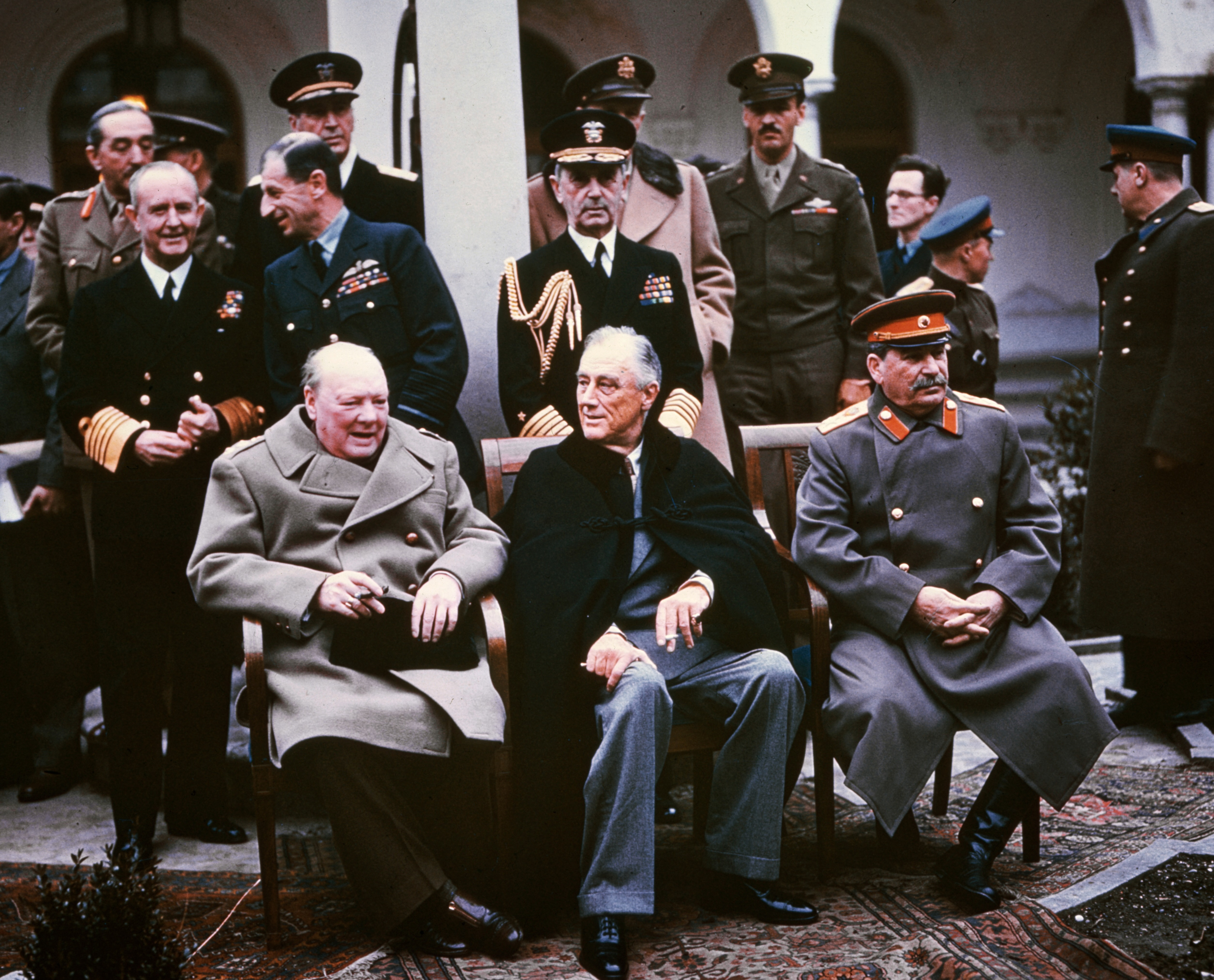
雅尔塔会议中的三巨头：丘吉尔、罗斯福和斯大林

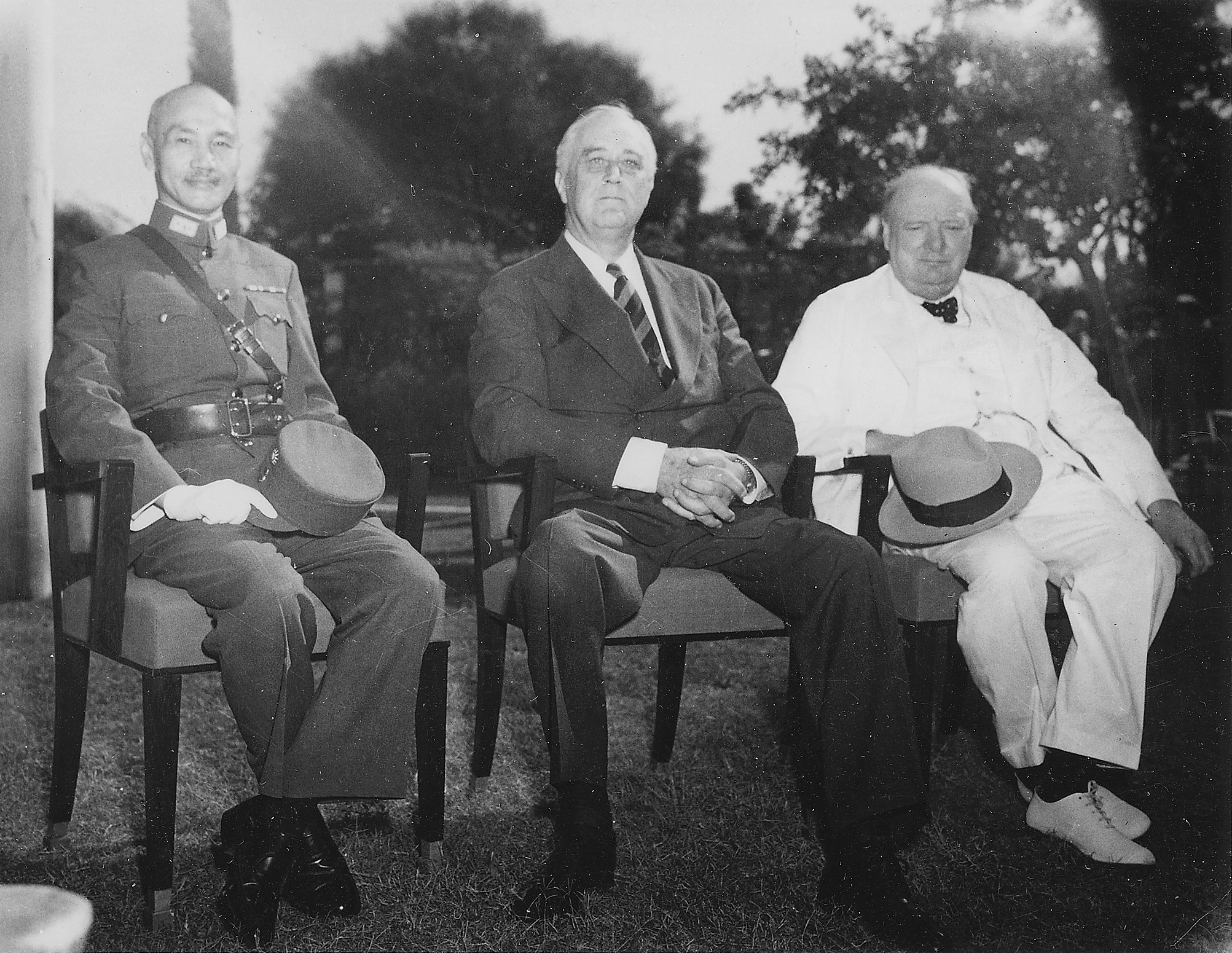
開羅會議期間蔣中正主席、罗斯福總統和丘吉尔首相合照，于1943年11月25日

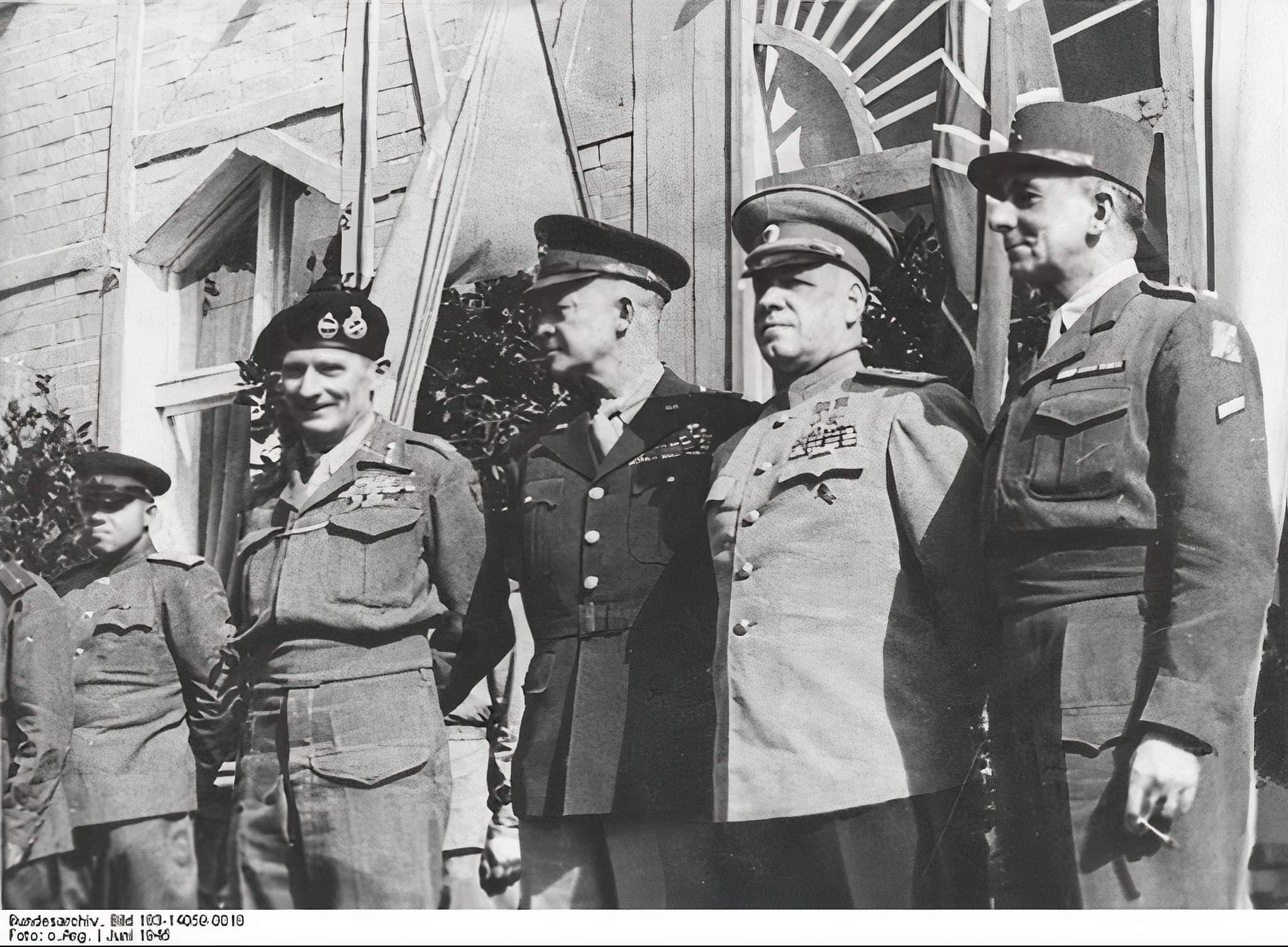
四位盟軍最高將領英國陸軍元帥蒙哥馬利、美國五星上將艾森豪、蘇聯元帥朱可夫、法國元帥塔西尼，1945年6月5日於柏林

第二次世界大战同盟国领袖罗列出了在第二次世界大战中同盟国的一些国家元首、政府首脑和军事将领。

## 比利时

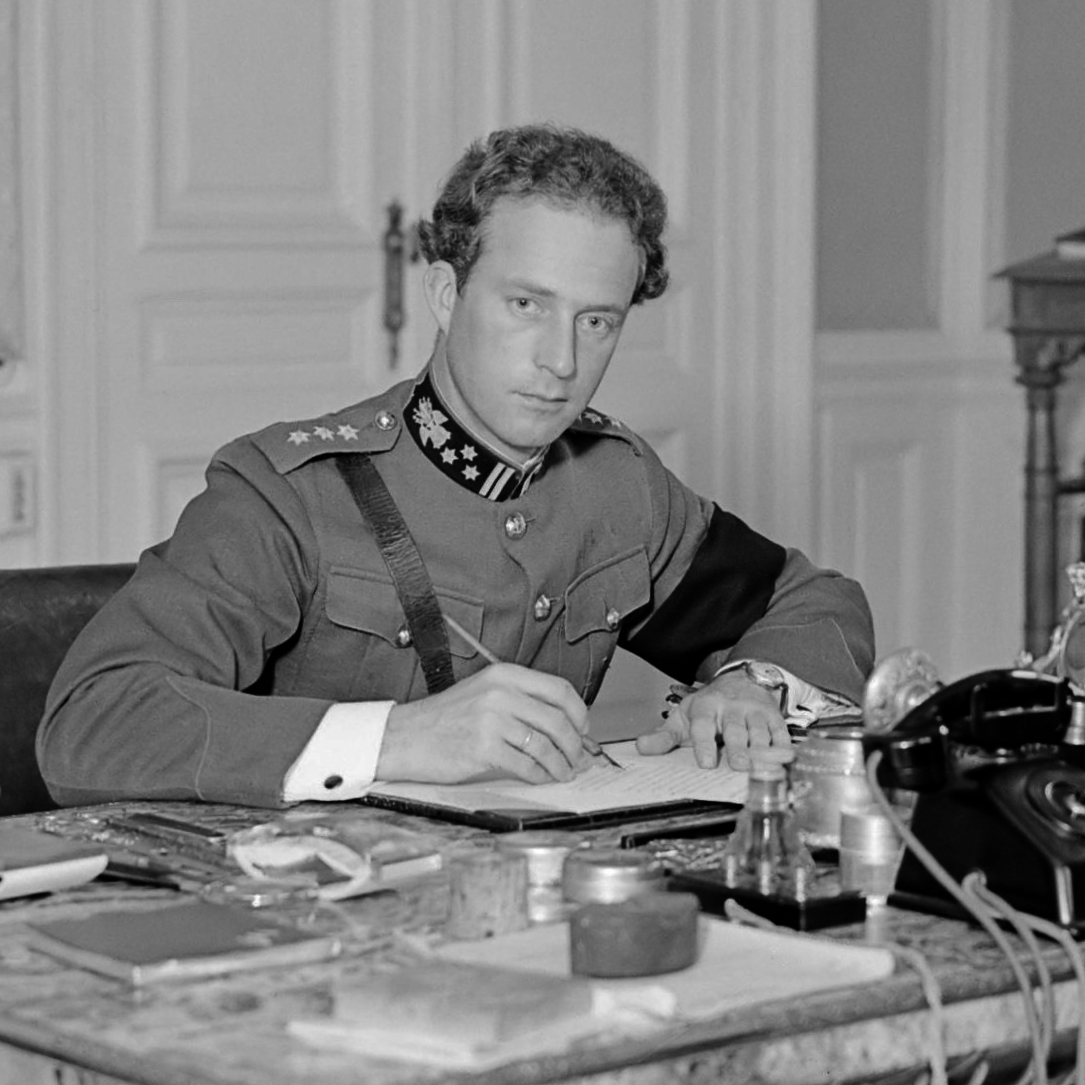
利奧波德三世

- 利奥波德三世－ 从1934年至1951年担任比利時国王。战争开始前利奥波德三世提出准备迎战。 比利時投降后，整个政府遷往英国，而他却留下来面对侵略者，拒绝与纳粹德國合作。

## 巴西

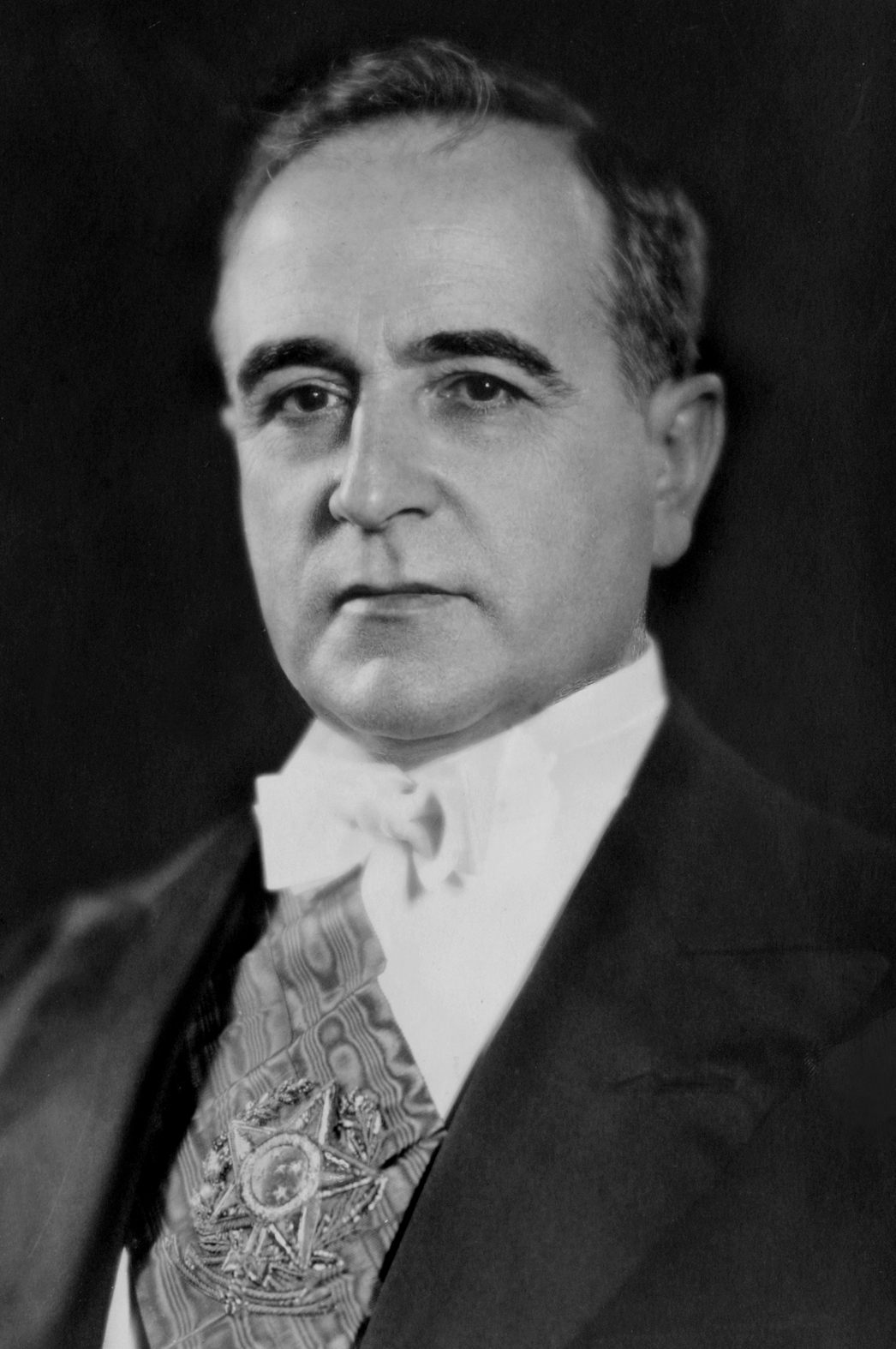
熱圖利奧·瓦加斯

- 热图利奥·瓦加斯－两次就任巴西总统，1942年向轴心国宣战。

## 墨西哥

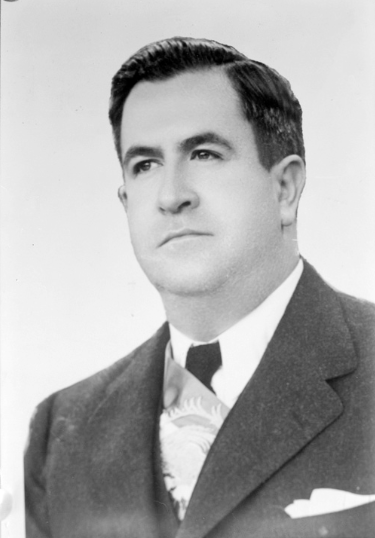
曼努埃爾·阿維拉·卡馬喬

- 曼努埃爾·阿維拉·卡馬喬，於1940年至1946年間擔任墨西哥總統，1942年向軸心國宣戰

## 大英帝国

### 英国

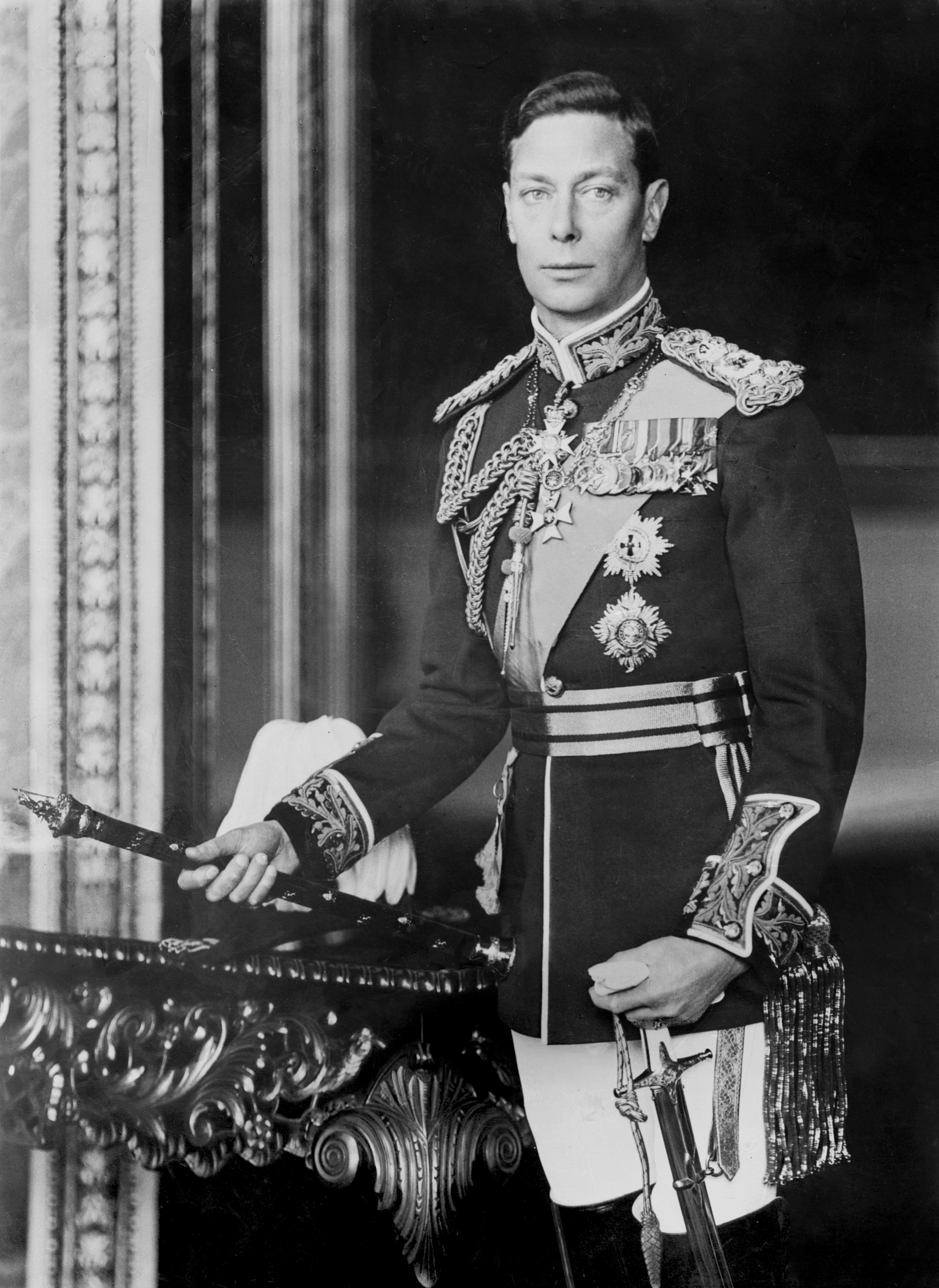
乔治六世
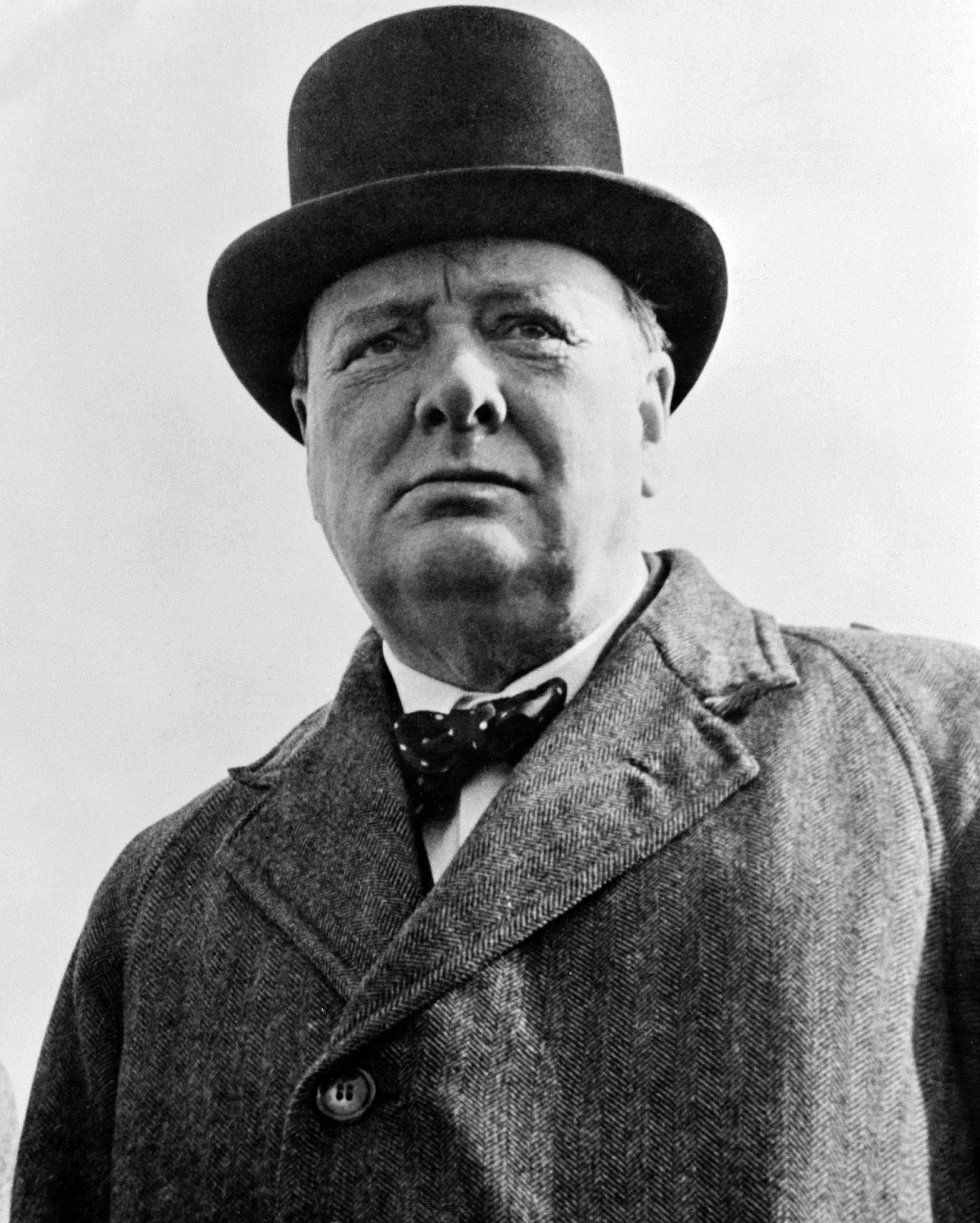
溫斯頓·邱吉爾
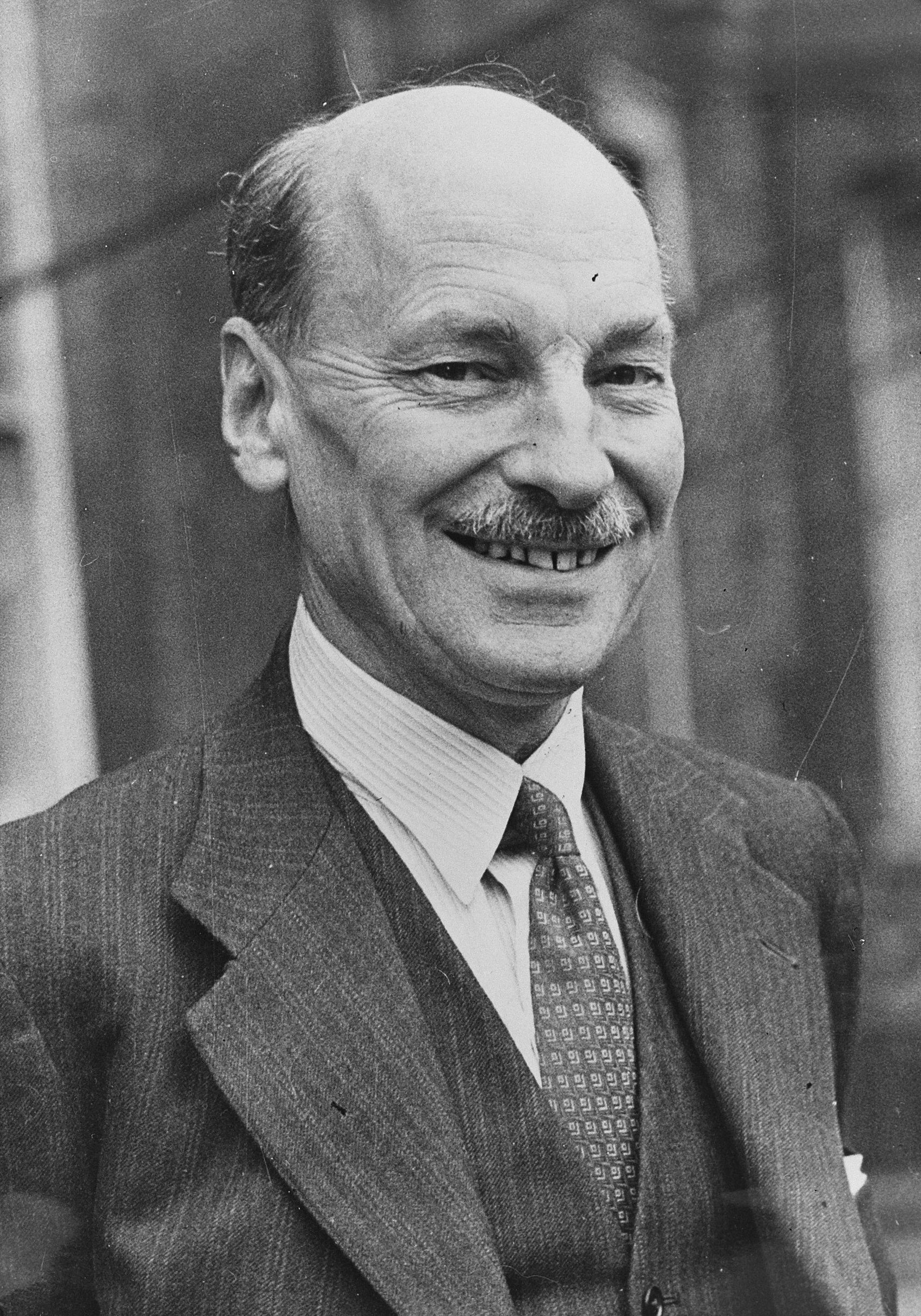
克莱门特·艾德礼

- 乔治六世－英國政治家、演說家、軍事家。大英帝国国王、印度皇帝。战争时期大英帝國在位君主，英国、加拿大、澳大利亚、英属印度等国最高统帅，也是战争时大英帝國团结的象征。乔治六世和他的家人前往炸弹地、军需工厂，并与大英帝國的士兵在一起[1]。
- 温斯顿·丘吉尔 - 英國政治家、演說家、軍事家和作家，1940年至1945年出任英国首相。
- 内维尔·张伯伦- 曾对纳粹德国实行绥靖政策，战争第一阶段时英国首相
- 克莱门特·艾德礼 - 英国工党政治家，自1945年至1951年出任英国首相
- 达德利·庞德 - 英国皇家海军第一海务大臣
- 艾伦·布鲁克 - 英国陆军元帅和帝国总参谋长
- 安德魯·康寧漢 - 英国海军元帅
- 查爾斯·波特爾 - 英国空军元帅、英国皇家空军参谋长
- 哈羅德·亞歷山大 - 英国军事指挥家、陆军元帅
- 伯納德·蒙哥馬利 - 英国陆军元帅
- 路易斯·蒙巴頓 - 英国军事指挥家、海军元帅

### 

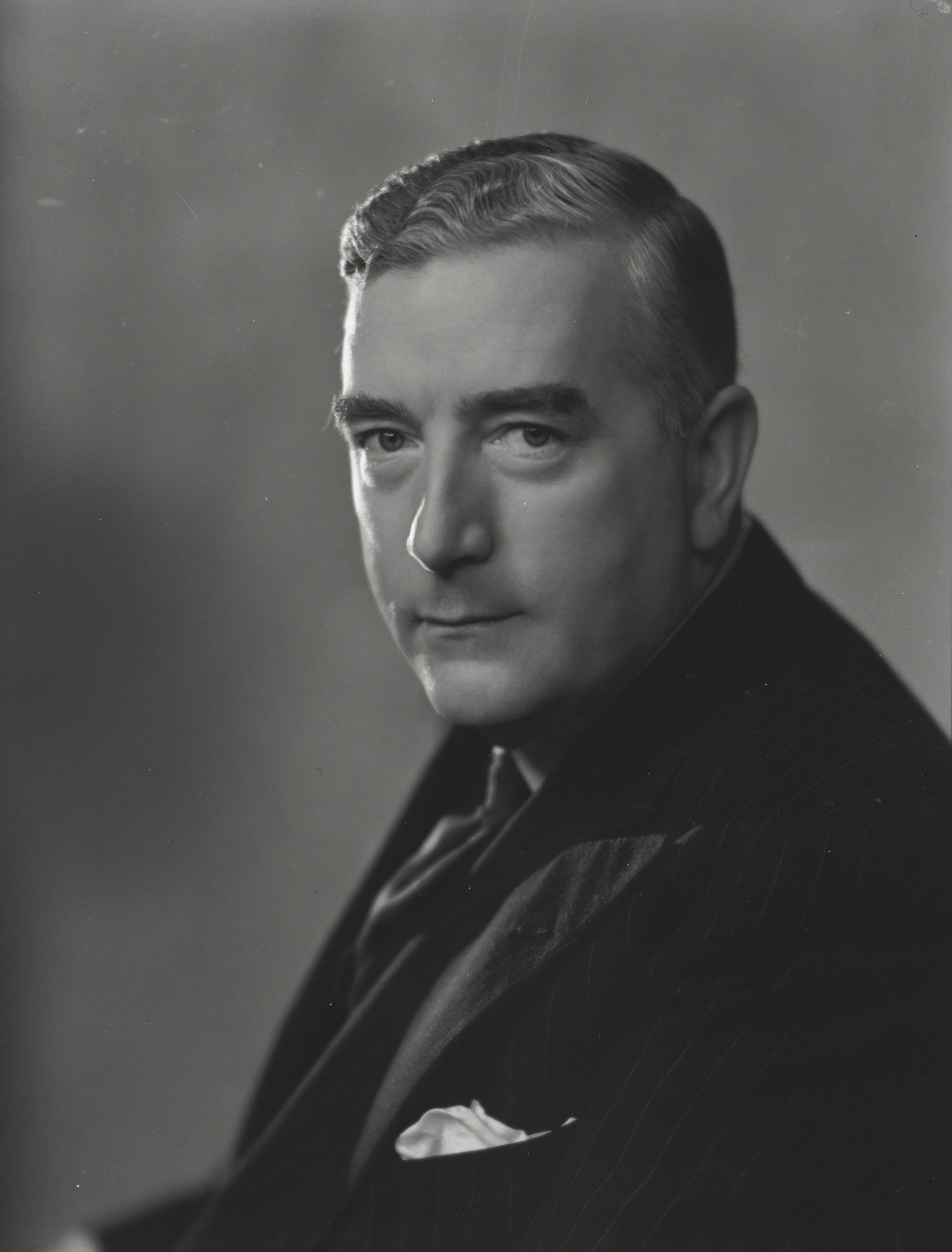
羅伯特·孟席斯
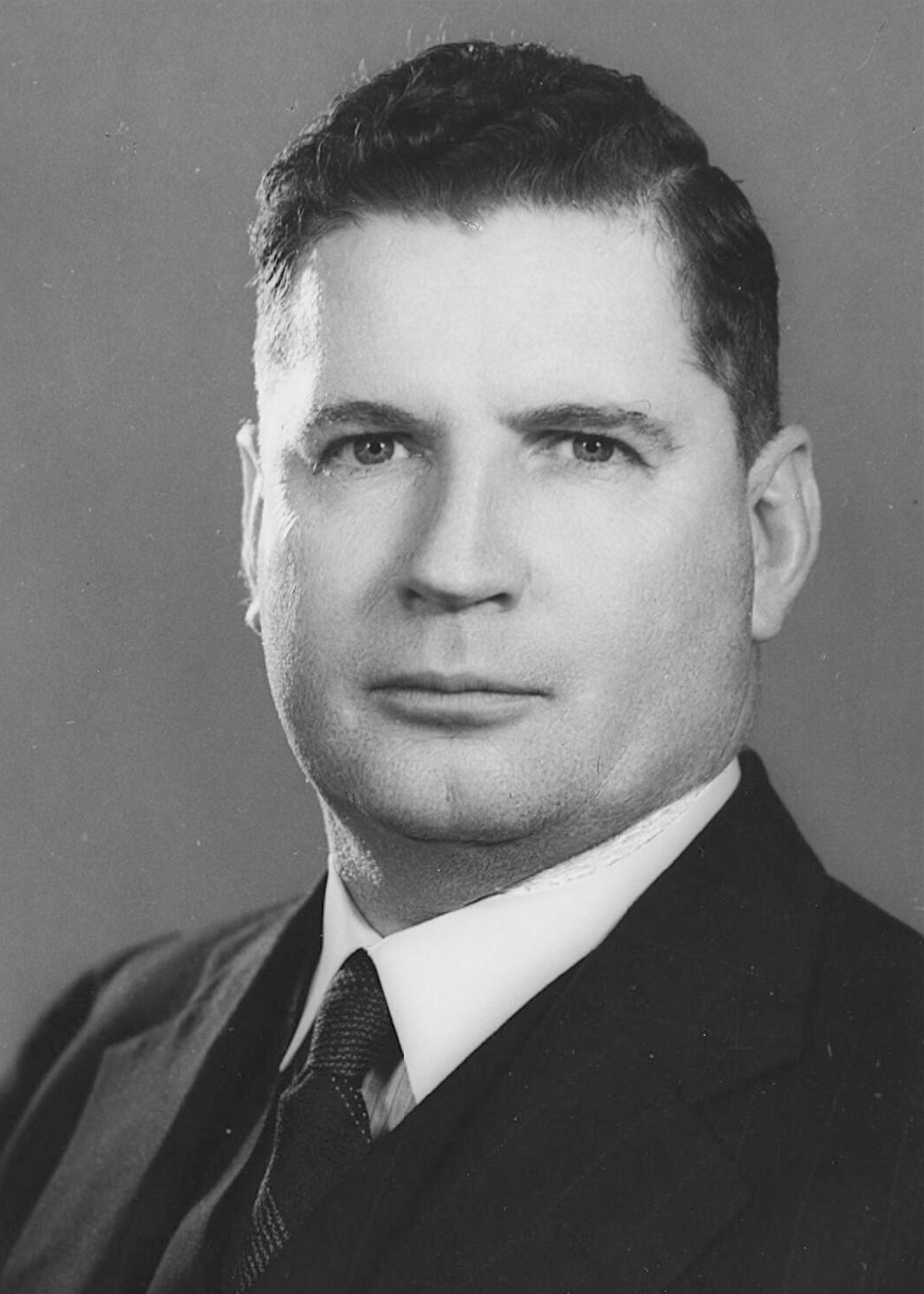
阿瑟·法登
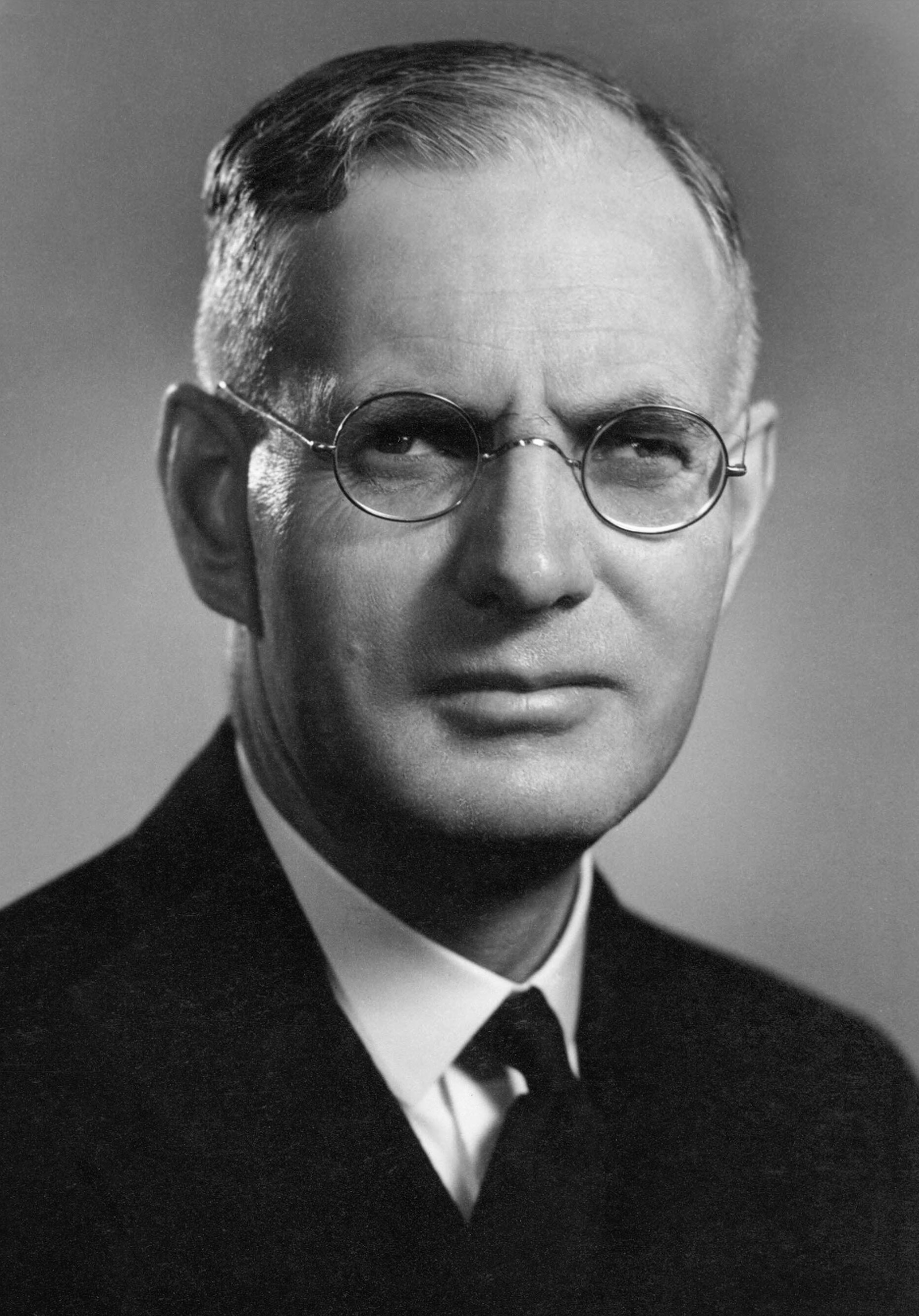
約翰·柯廷
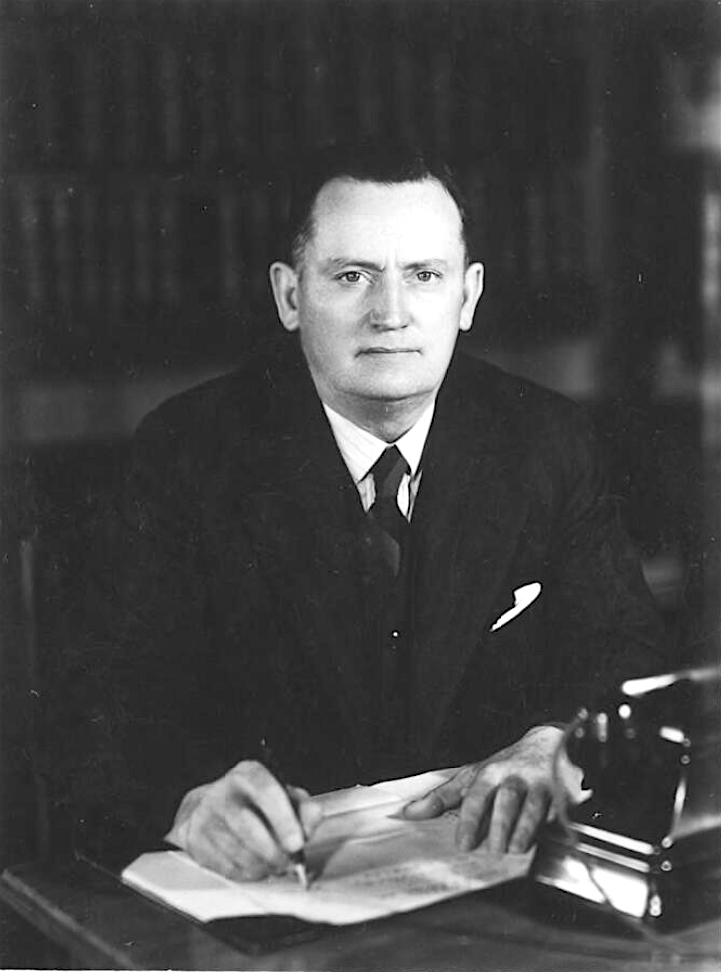
法蘭克·福德
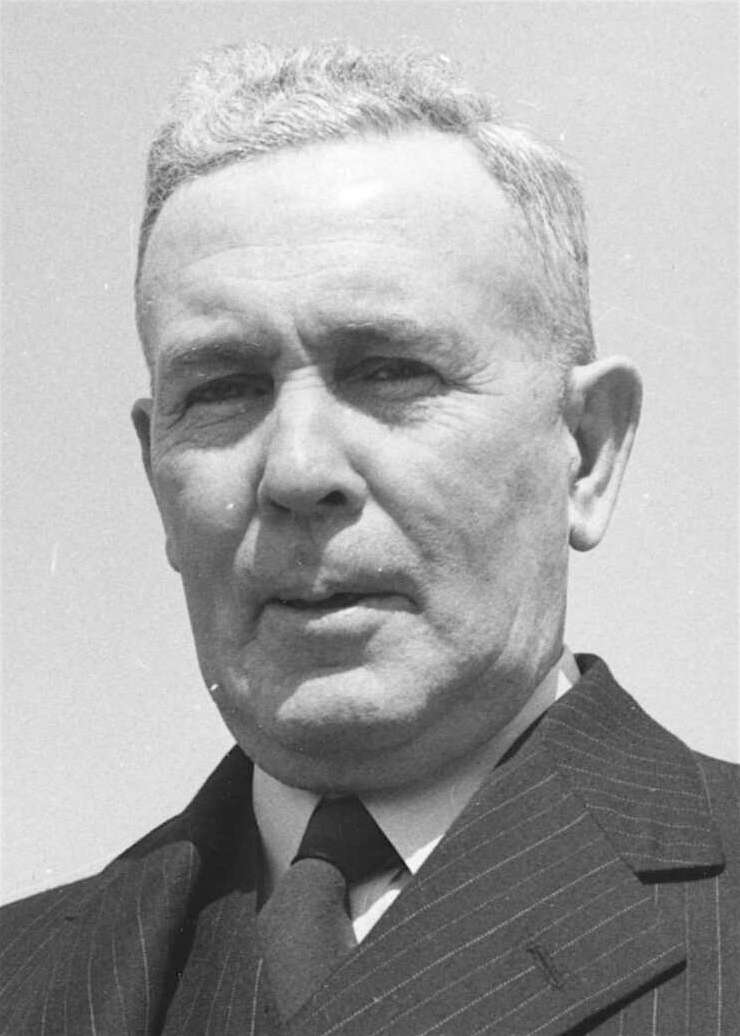
班·奇夫利

- 羅伯特·孟席斯 - 澳洲政治家，是第12位，也是在任时间最长的澳洲总理（1939年4月26日至1941年8月29日）[2]。
- 阿瑟·法登 - 第13任澳大利亚总理，接替羅伯特·孟席斯，此前曾长期担任代理总理[3]。
- 約翰·柯廷 - 澳大利亚著名政治家、第14任澳大利亚总理，从1941年10月7日至1945年7月5日去世[4]。
- 弗兰克·福德 - 柯廷去世后被任命为总理，7月12日下台。柯廷外出时曾经担任过代理总理[5]。
- 班·奇夫利 - 第16任澳大利亚总理，接替福德，任期至1949年[6]。
- 托马斯·布莱米 - 战争期间澳大利亚陆军司令

### 加拿大

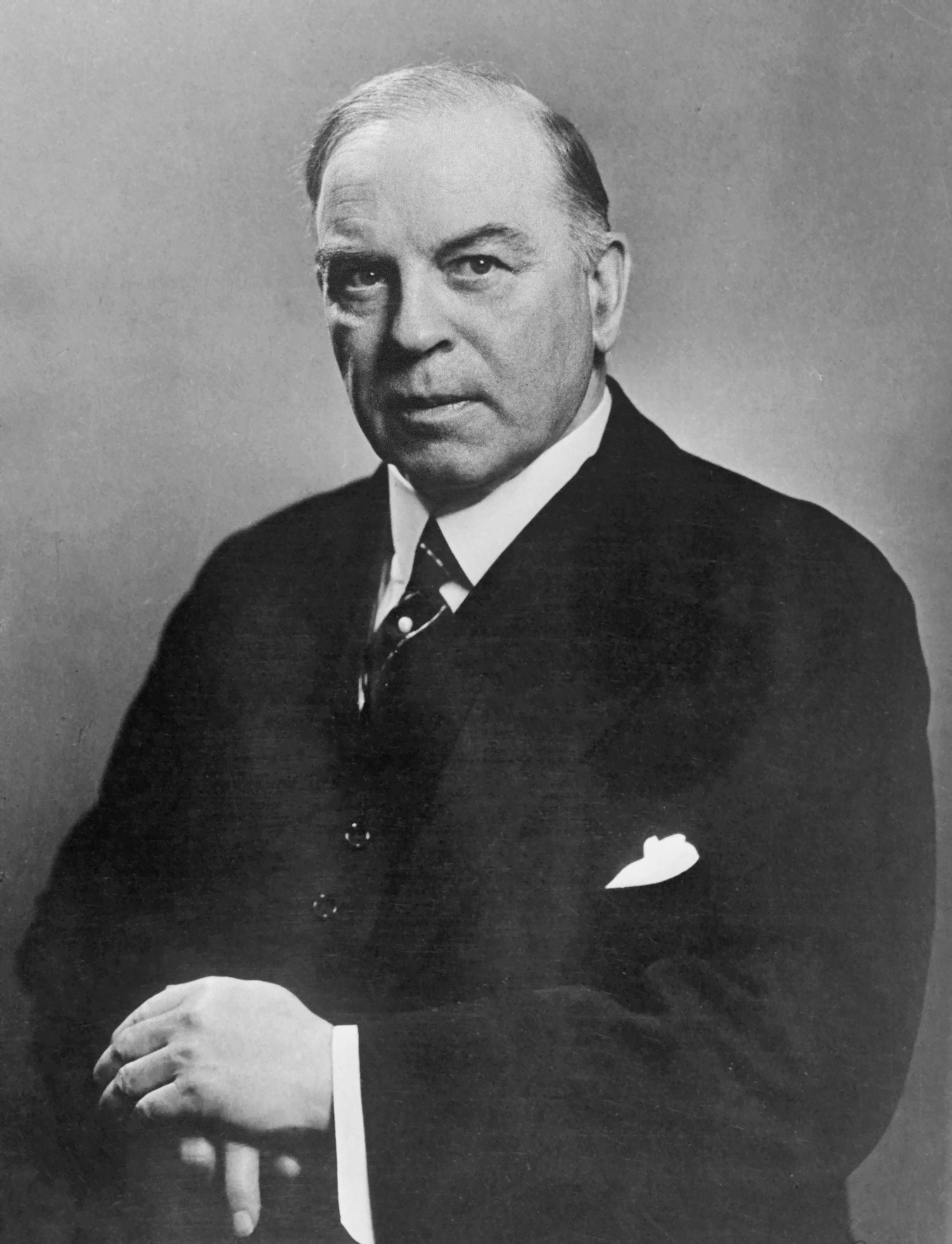
威廉·萊昂·麥肯齊·金

- 威廉·莱昂·麦肯齐·金 - 第11、13及15任加拿大总理。
- 第一代阿斯隆伯爵亚历山大·坎博里奇 - 加拿大总督。
- 哈里·克里勒 - 加拿大军队司令官[7]

### 新西兰

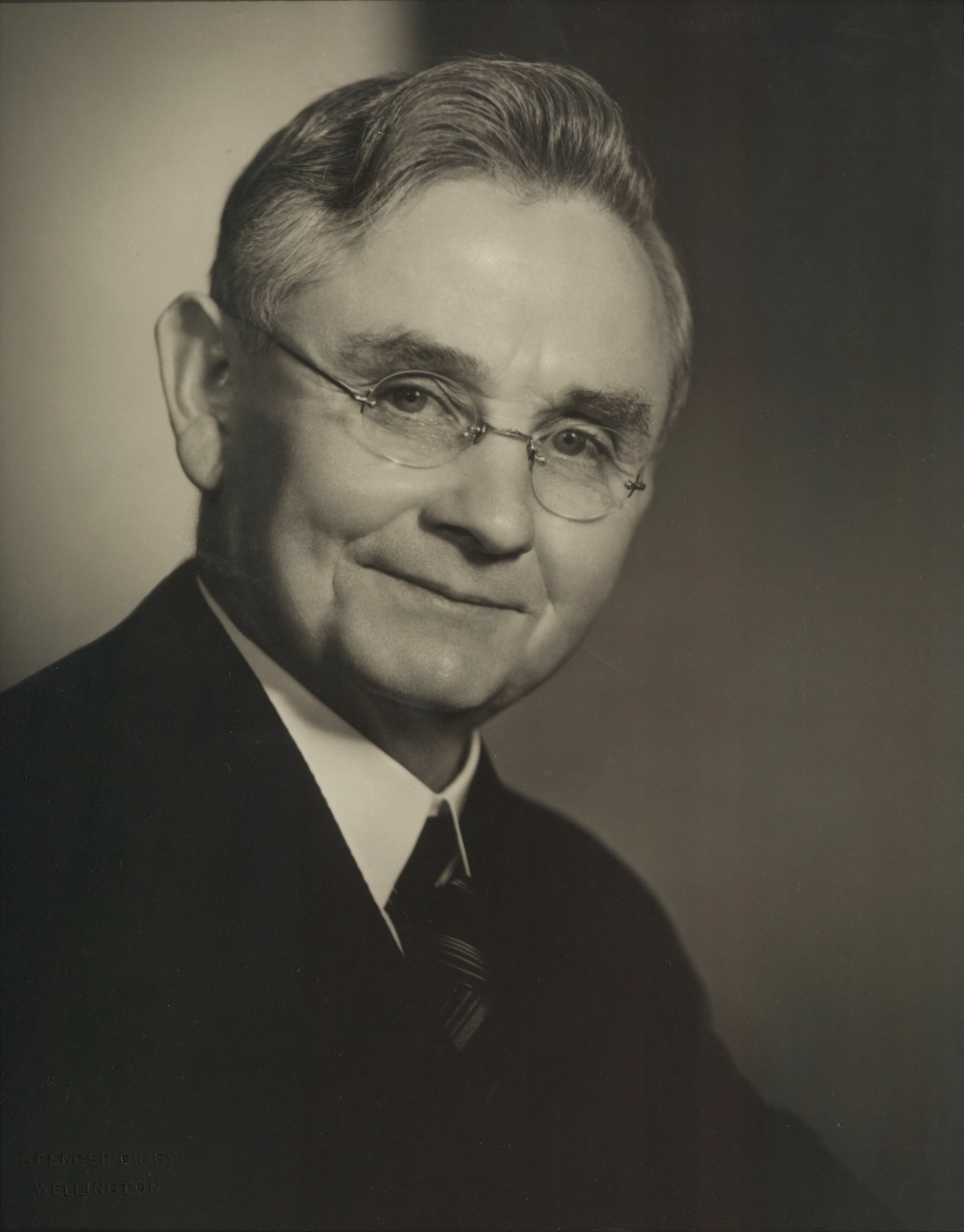
麥克·約瑟夫

- 迈克尔·约瑟夫 - 新西兰总理（1935年-1940年去世）

## 中國

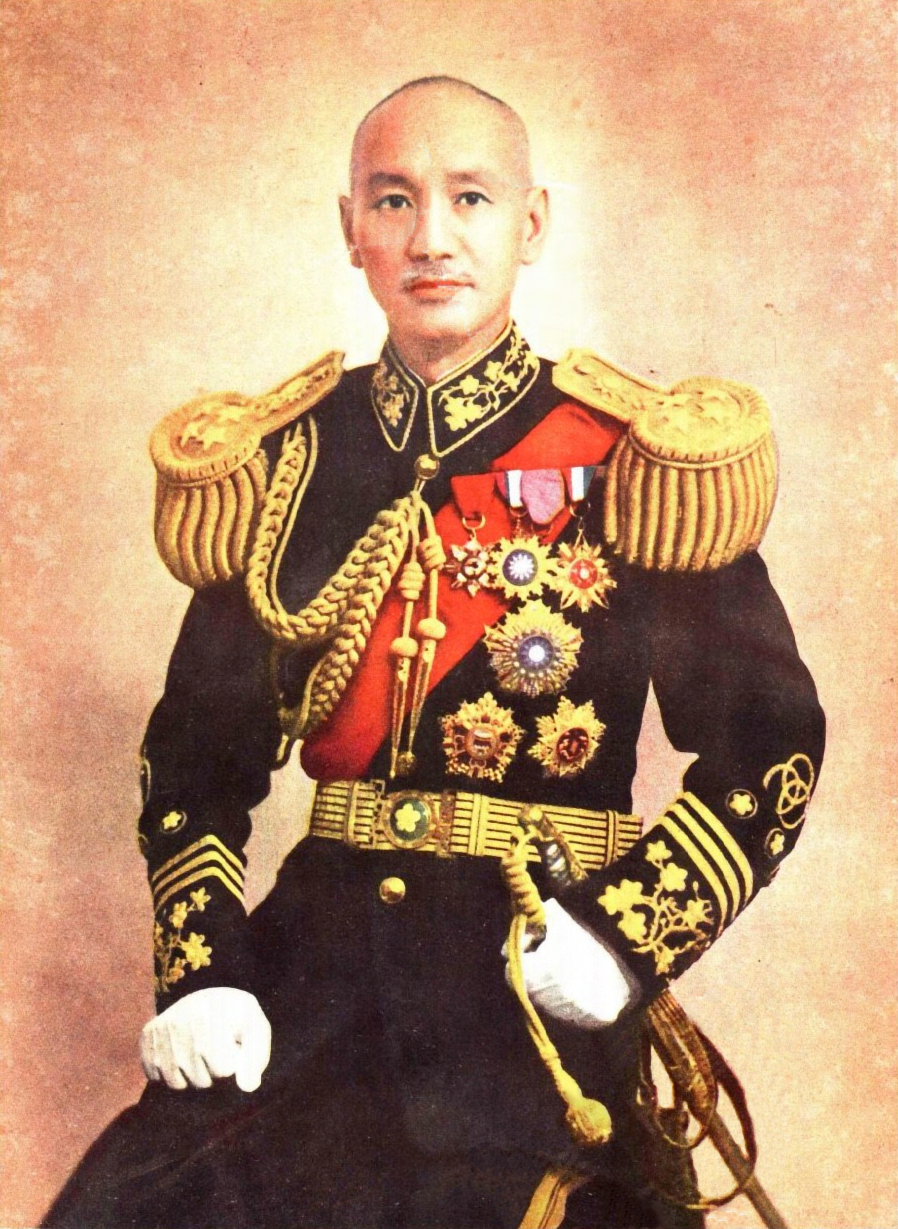
蔣中正
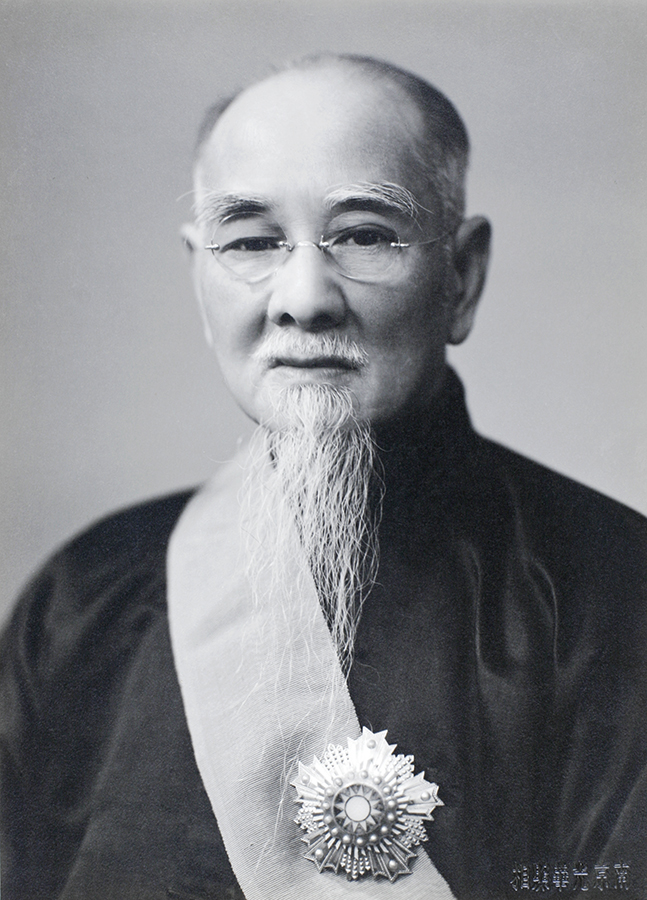
林森

- 蔣中正 特级上将－中国国民党总裁，陸海空軍大元帥（1937年 - 1975年），國民政府軍委委員長（1937年 - 1946年），國民政府主席（1943年 - 1948年）

- 林森－國民政府主席（1931年 - 1943年）

- 陈诚 一级上将

- 閻錫山一级上将

- 冯玉祥一级上将

- 李宗仁一级上将

- 白崇禧一级上将

- 薛岳一级上将

- 顾祝同一级上将

- 何應欽一级上将

- 毛泽东－中共中央主席、中共中央军委主席，中共於1937年蘆溝橋事變後與國民政府實現第二次國共合作（稱抗日民族統一戰線），共同對抗日本帝國入侵。

- 朱德上將－国民革命军十八集团军總司令，第二战区副司令长官。

- 周恩来中将－国民政府军事委员会政治部副部长。

- 彭德怀中将－国民革命军十八集团军副總司令。

- 林彪中将－国民革命军十八集团军115师师长。
- 刘伯承中将－国民革命军十八集团军129师师长。

- 葉挺中將－国民革命军新编第四军軍長。

## 法國

### 法兰西第三共和国

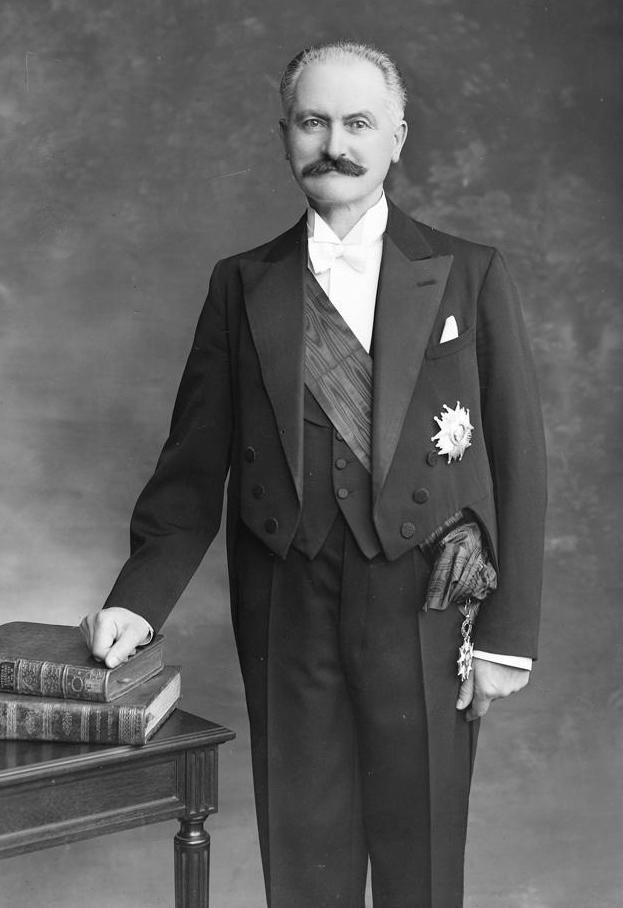
阿爾貝·勒布倫

- 阿尔贝·勒布伦是法兰西第三共和国的最后一位总统。[8]

### 自由法國

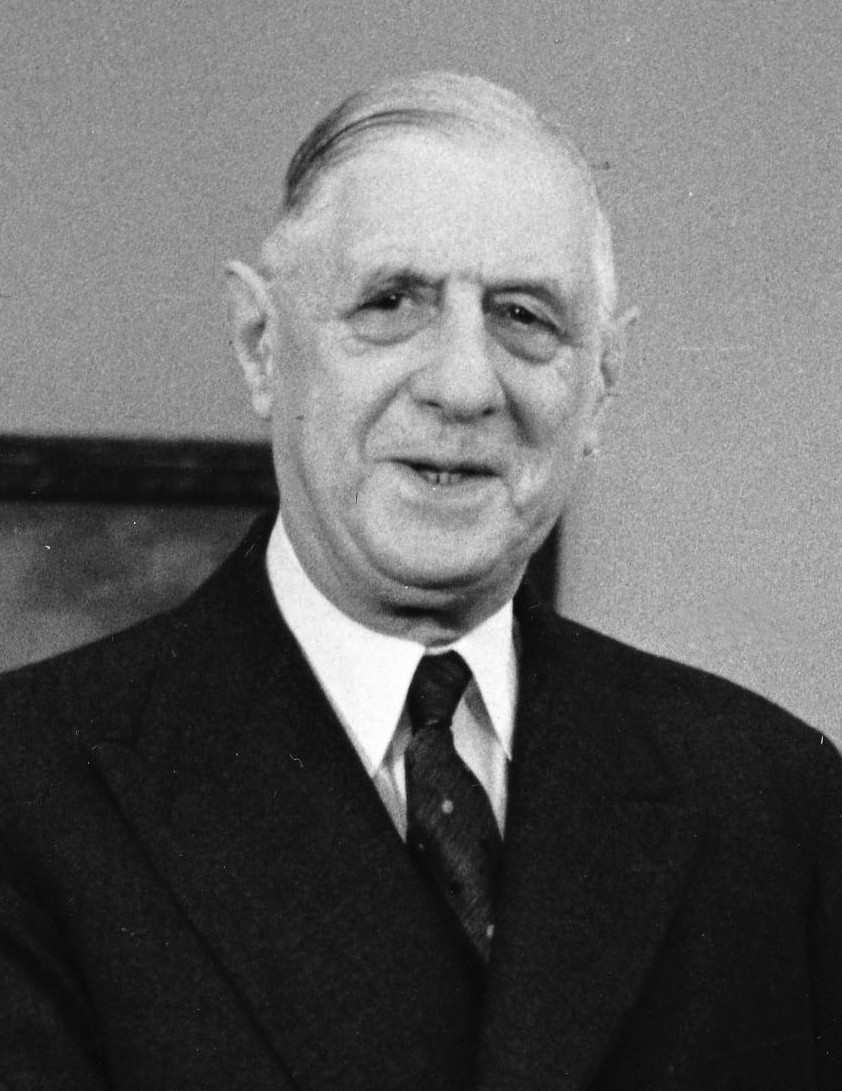
夏爾·戴高樂
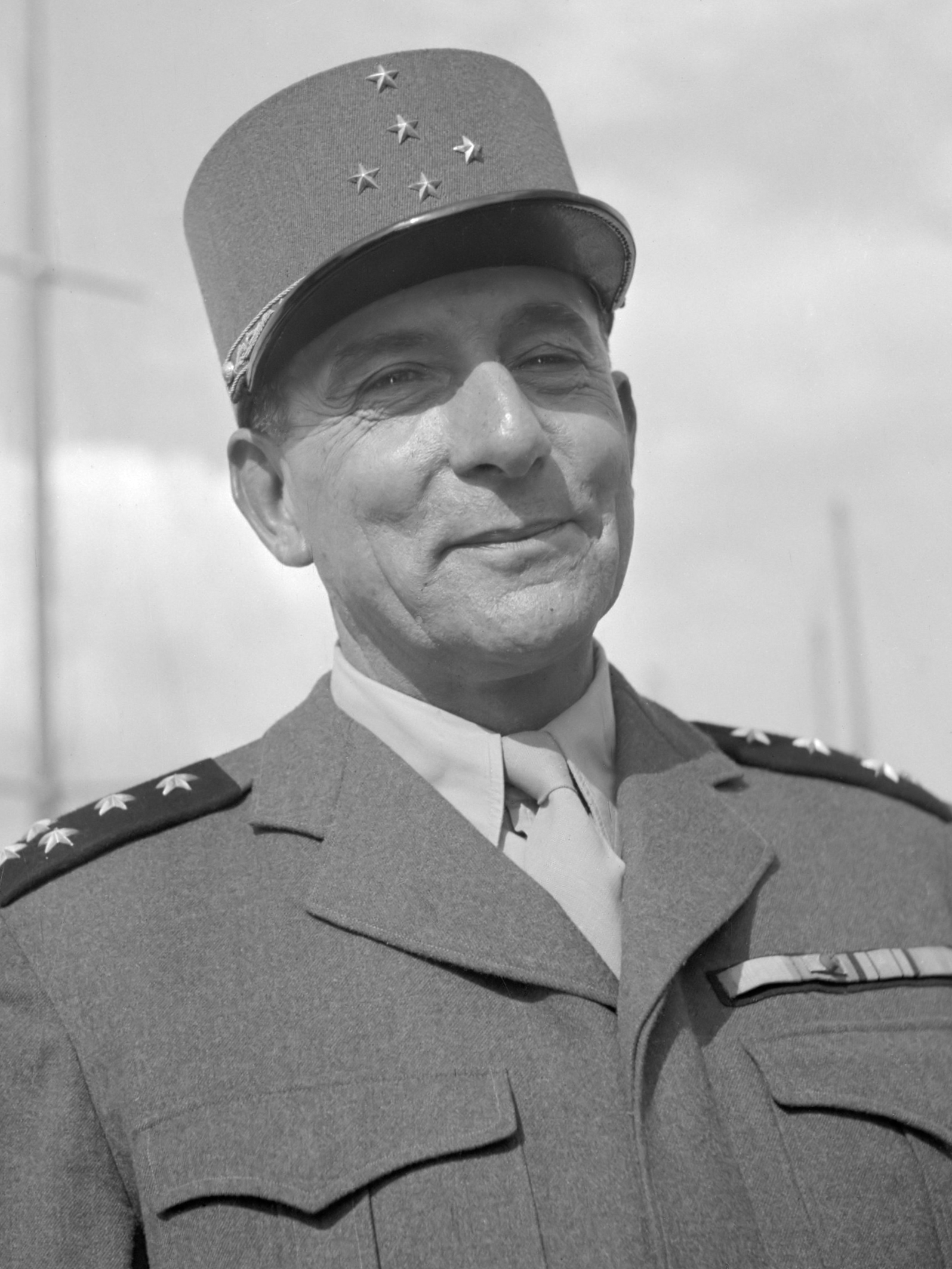
塔西尼

- 夏爾·戴高樂少将，法國將軍、政治家，自由法國領導人
- 让·德·拉特尔·德·塔西尼上將，法國第一軍團指揮官，龍騎兵行動中率領部隊解放法國南部，旗下部隊為第一支通過萊茵河與多瑙河的盟軍部隊。

## 沙特阿拉伯

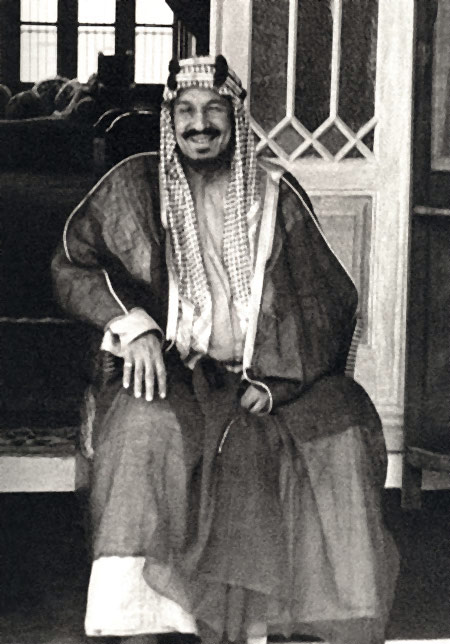
伊本·沙特

- 伊本·沙特是第一任沙特阿拉伯國王

## 美国

羅斯福
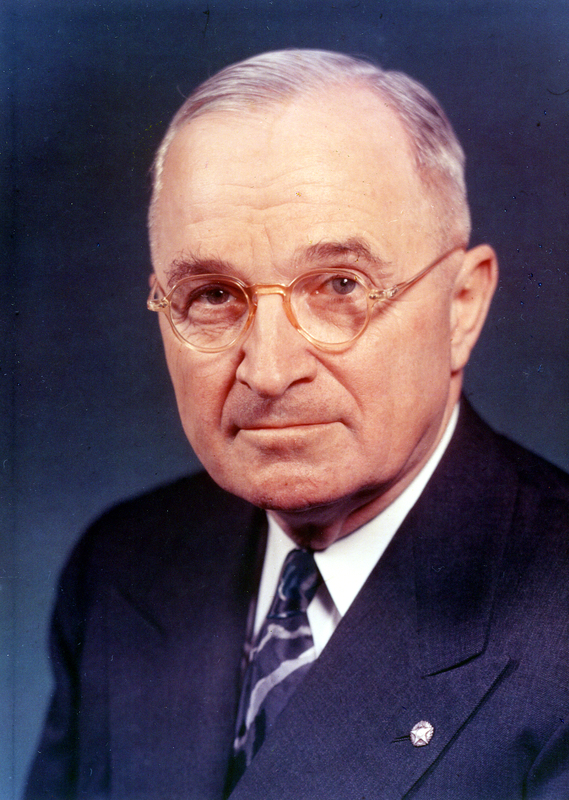
杜魯門
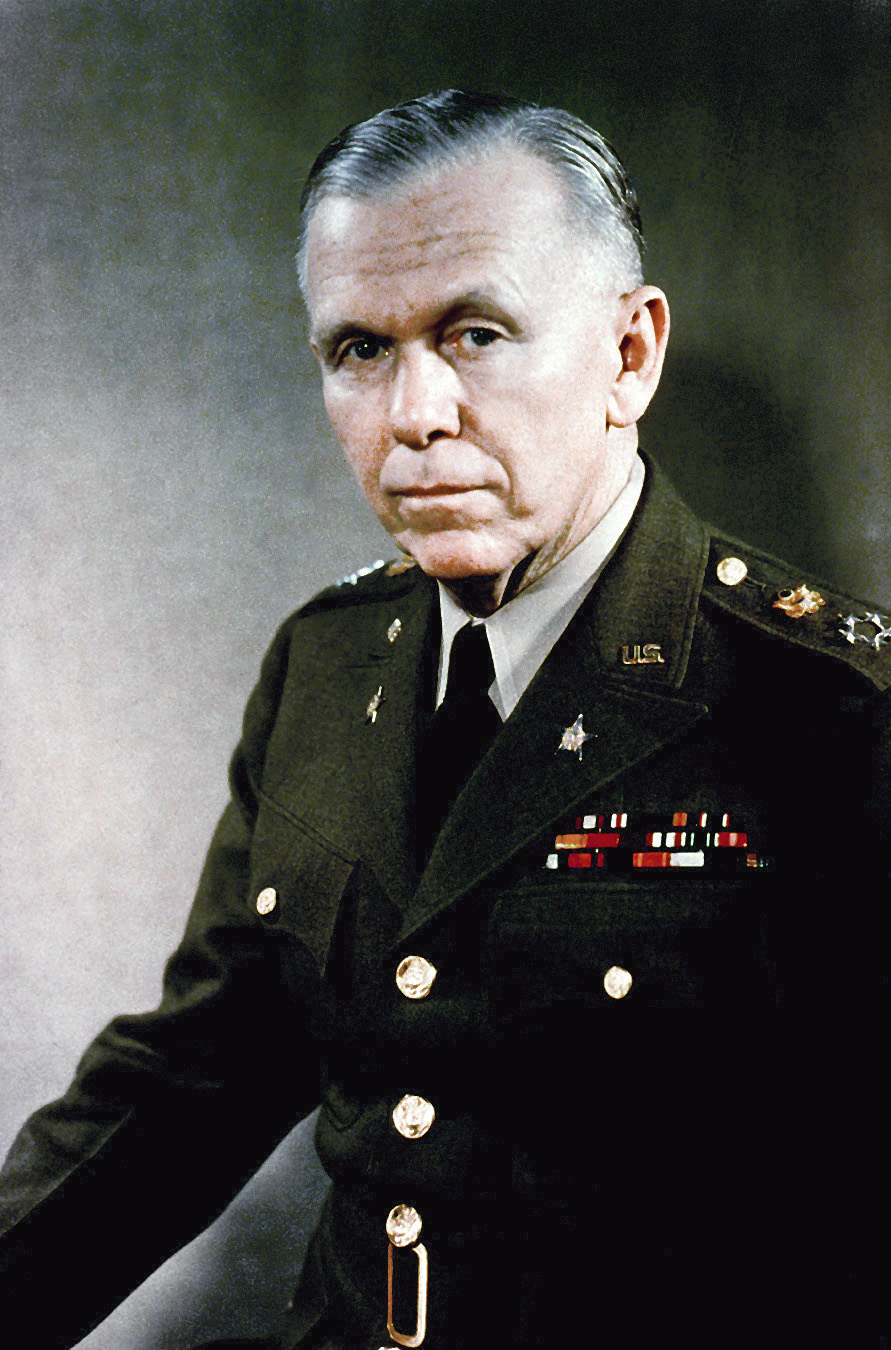
馬歇爾
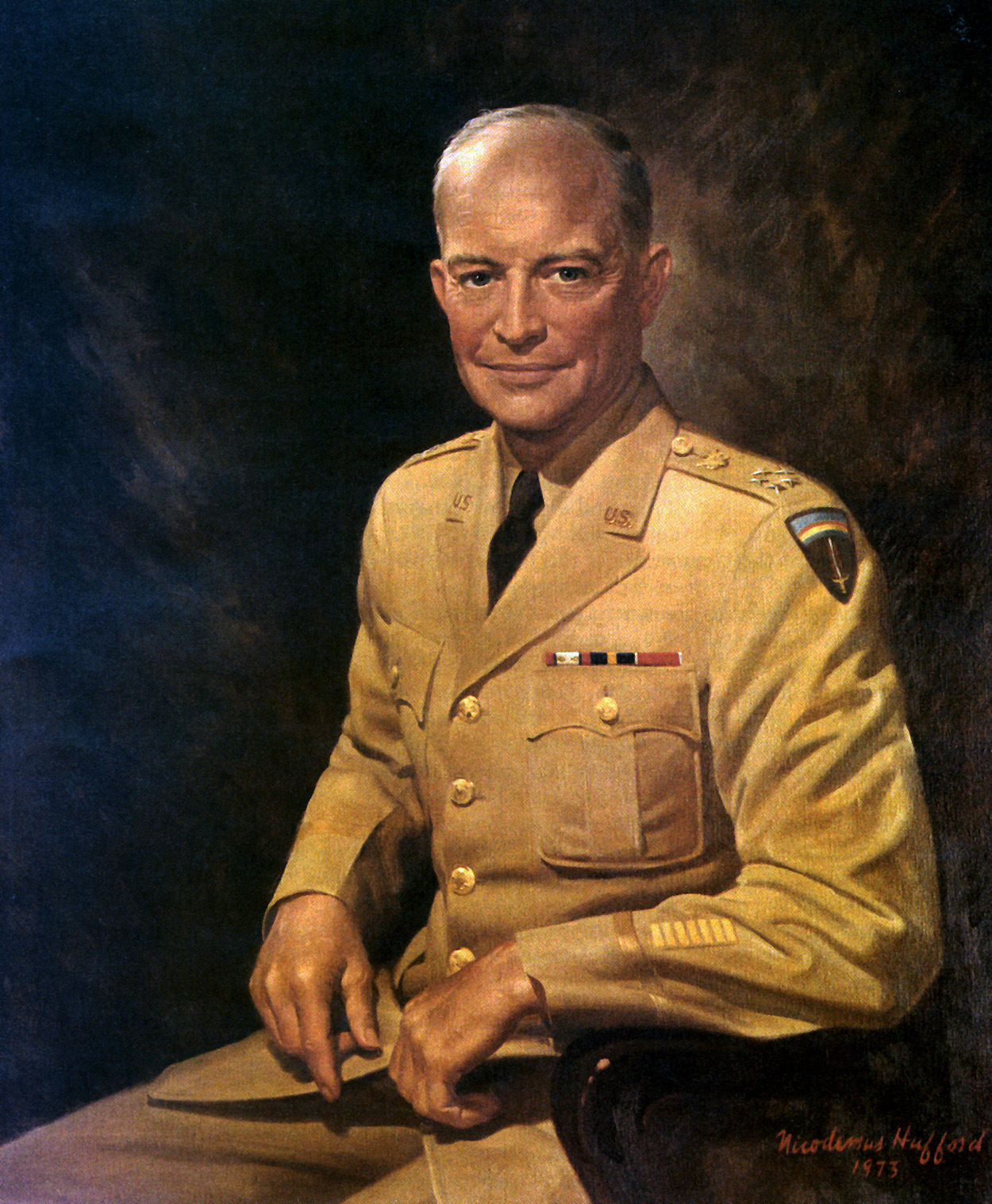
艾森豪威爾

- 富蘭克林·D·羅斯福美國總統
- 杜魯門美國總統
- 恩斯特·金恩五星上將－美國海軍作戰部長暨美國艦隊總司令
- 艾森豪威尔五星上將－盟軍在歐洲的最高指揮官，1953年-1961年出任美国总统。
- 尼米茲五星上將－美國太平洋艦隊的最高指揮官
- 麥克阿瑟五星上將－盟軍在西南太平洋的最高指揮官
- 喬治·卡特萊特·馬歇爾五星上將－美國陸軍參謀長
- 陈纳德中將－美國志願航空隊（飛虎隊）及美國陸軍第14航空隊的最高指揮官

## 苏联

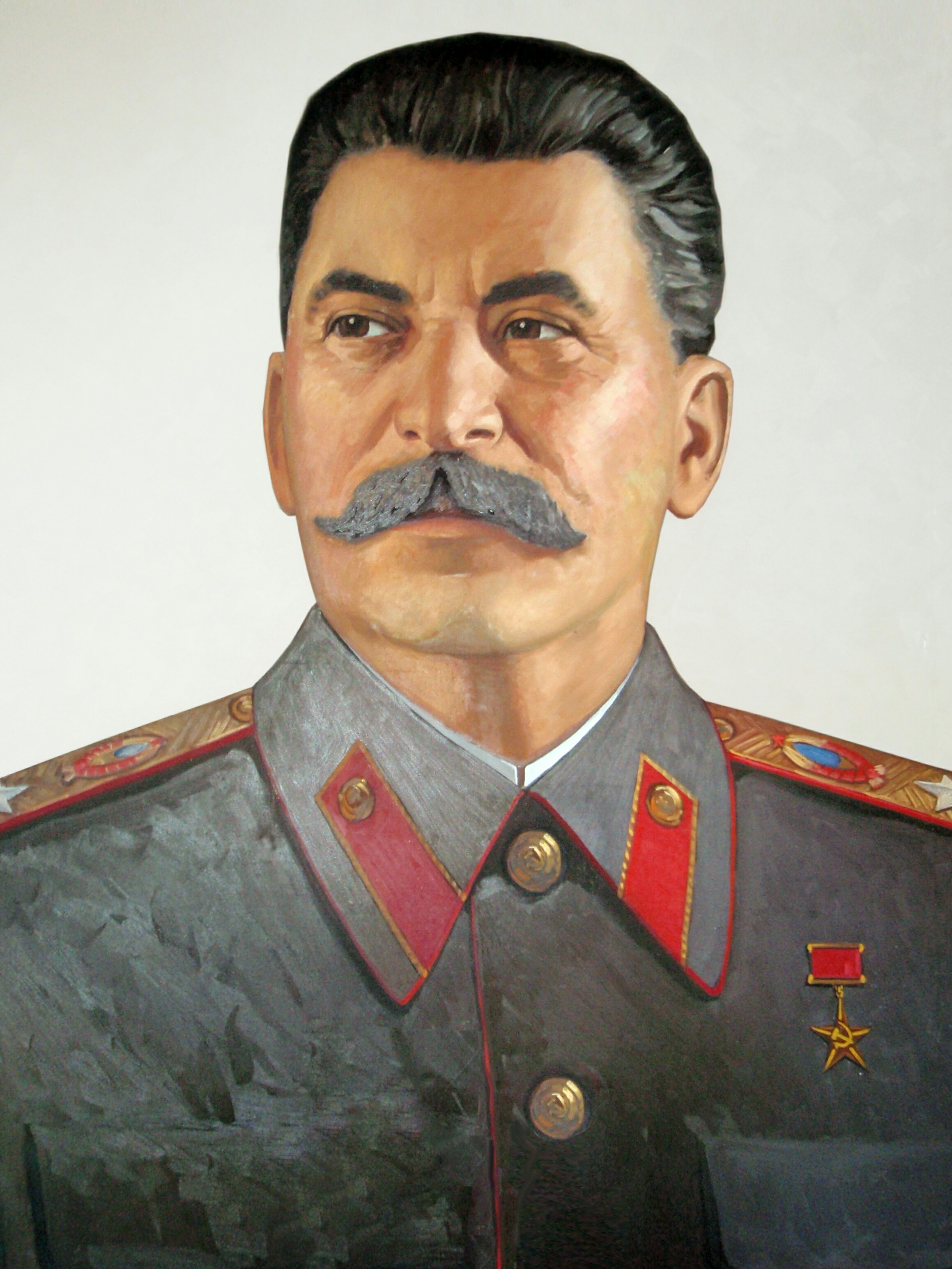
约瑟夫·斯大林
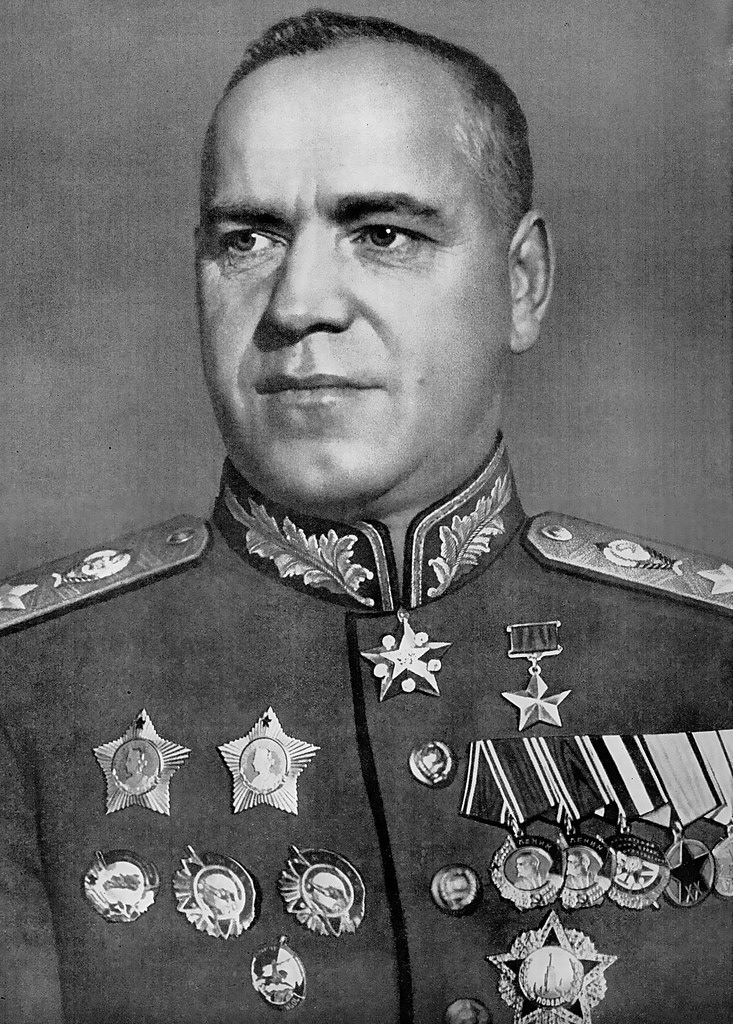
格奥尔基·朱可夫

- 斯大林大元帅－联共（布）中央委员会总书记（最高领导人）、苏联人民委员会主席（政府首脑）、苏联国防人民委员（国防部长）、苏联红军最高统帅
- 朱可夫元帅－苏联红军副最高统帅
- 加里寧－苏联最高苏维埃主席团主席（国家元首）
- 莫洛托夫－苏联外交人民委员（外交部长）
- 贝利亚元帅－苏联内务人民委员（内政部长）
- 华西列夫斯基元帅
- 罗科索夫斯基元帅
- 伏罗希洛夫元帅
- 布琼尼元帅
- 铁木辛哥元帅
- 科涅夫元帅

## 捷克斯洛伐克

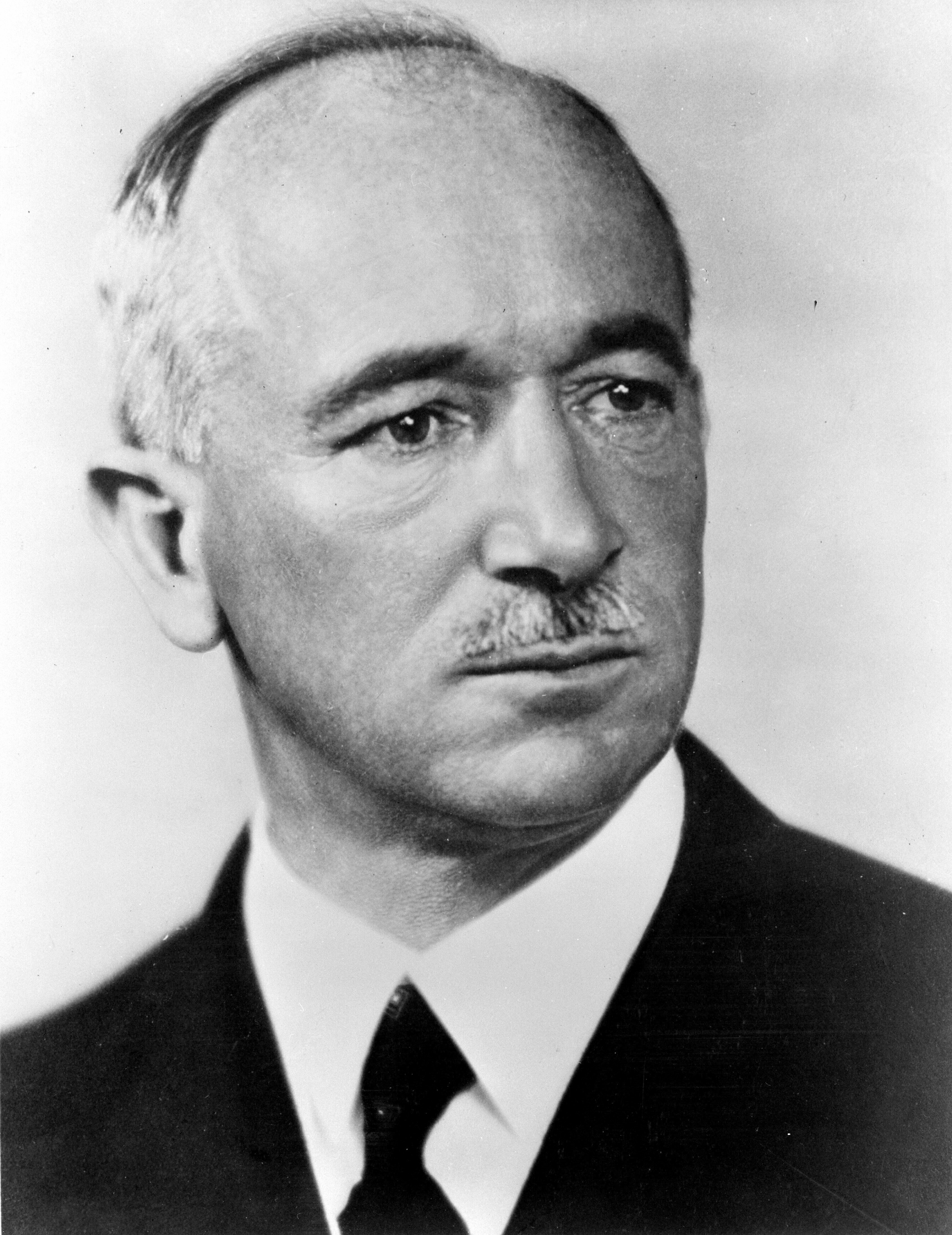
爱德华·贝奈斯

- 爱德华·贝奈斯－捷克斯洛伐克总统，之后担任捷克斯洛伐克流亡政府的首脑。
- 克莱门特·哥特瓦尔德－捷克斯洛伐克共产党主席，游击战领导人。
- 卢德维克·斯沃博达大将
- 卡雷尔·雅努塞克空军中将

## 参看
- 同盟国 (第二次世界大战)
- 盟軍最高統帥
- 第二次世界大战轴心国领袖
- 第二次世界大战各国指挥官列表